# Hooglede
Hooglede is een plaats en gemeente in de Belgische provincie West-Vlaanderen. De gemeente telt bijna 10.000 inwoners. Hooglede ligt centraal in de provincie, vier kilometer ten noordwesten van de stad Roeselare en 20 kilometer ten noordwesten van Kortrijk. 
De plaatsnaam wordt in het West-Vlaams als Ooglé uitgesproken.

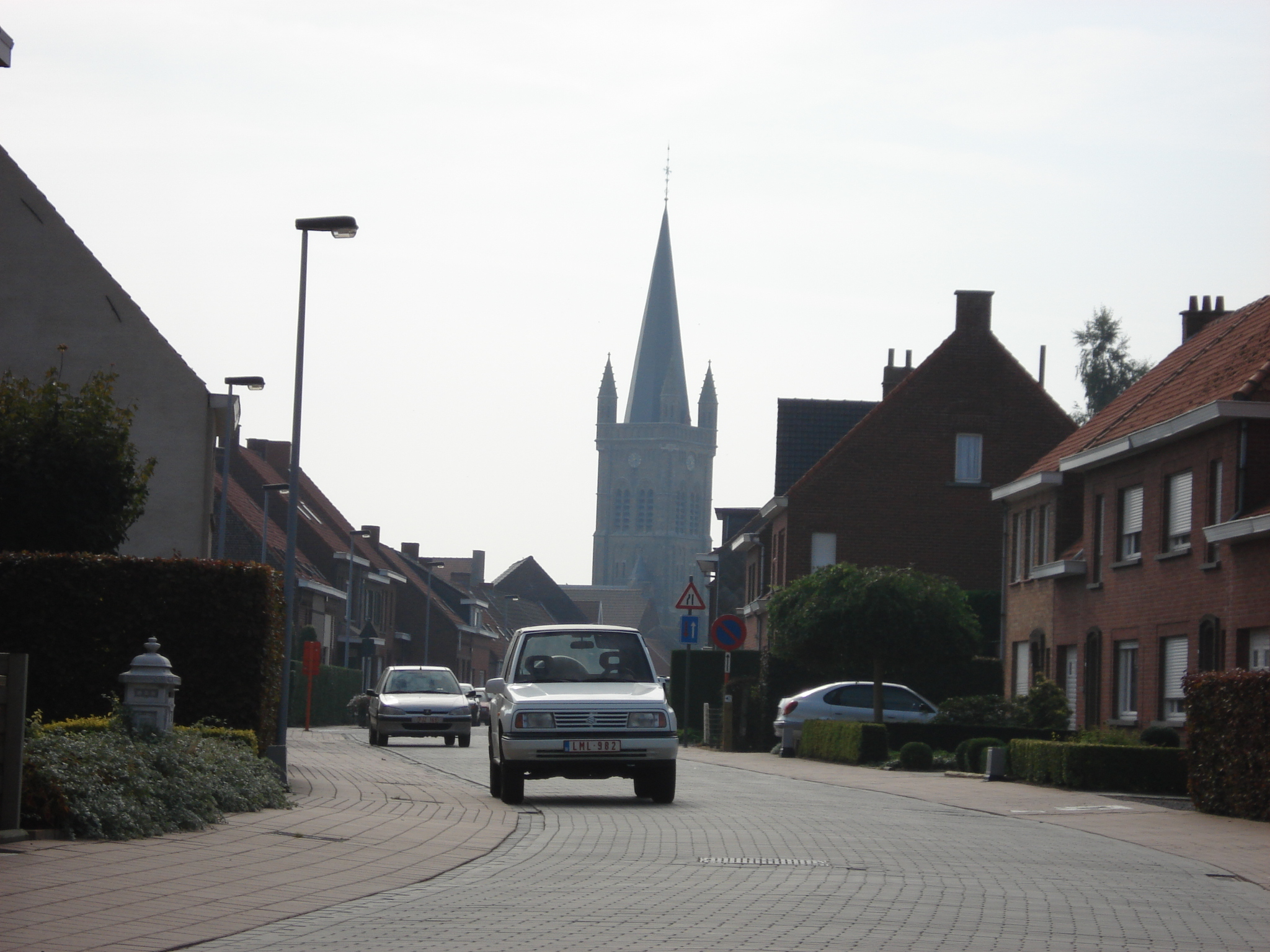
Dorpscentrum Hooglede

## Geschiedenis
Bij de archeologische opgravingen van 2016 werden in Hooglede 27 Romeinse houtskoolmeilers gevonden, wat wijst op een grootschalige productie. Hooglede werd in 847 voor het eerst vermeld, als Ledda. In 1218 was het Holedea (hoge helling). Dit had betrekking op de ligging van Hooglede, op een heuvelrug. In 899 werd het patronaatsrecht van de kerk van Hooglede door Karel de Eenvoudige geschonken aan de Sint-Amandsabdij te Saint-Amand-les-Eaux. In 1745 kwam het aan de Sint-Amandsproosdij te Kortrijk. De parochies van De Geite en van Sleihage splitsten zich af in respectievelijk 1898 en 1960.
In 1794 werd in Hooglede een veldslag tussen de Fransen en de Oostenrijkers uitgevochten. Er staat een gedenksteen in de Roeselarestraat bij de Gulden Zonne.
Er was enige industrie in Hooglede, zoals brouwerijen, steenfabrieken, een zuivel- en een textielfabriek. Na de Eerste Wereldoorlog bleef een vlasroterij en een olieslagerij. De meeste industrie, vooral in de metaal, bevindt zich tegenwoordig in Sleihage.
Tijdens de Eerste Wereldoorlog lag Hooglede in Duits etappegebied, dit is het gebied achter het IJzerfront. Het dorp raakte zwaar beschadigd, vooral tijdens het bevrijdingsoffensief.
De Duitse bezetting van Hooglede tijdens de Tweede Wereldoorlog werd beëindigd op 7 september 1944, toen het dorp bevrijd werd door Poolse soldaten.
Op 10 maart 1977 fuseerde de gemeente Hooglede met die van Gits.

### Wapen en vlag
Het gemeentewapen verwijst naar de grote bedevaarttraditie van de 17de tot begin van de 20ste eeuw naar de reliek van Sint-Quirinus, bewaard in de Sint-Amanduskerk, vandaar ook de ommegang of kruisweg aan de kerkmuren. De officiële beschrijving van het wapen luidt als volgt:
In lazuur een Sint-Quirinus van goud, houdend een ovaal schild van hetzelfde, beladen met negen koeken van het veld waarvan één in het middelpunt en acht zoomsgewijze geplaatst.
De vlag wordt beschreven als volgt:
gele achtergrond met een rood schuin kruis beladen met vier witte ringen met in het midden een blauw schild met een gele Sint-Quirinus.

## Bezienswaardigheden
- De Sint-Amanduskerk ligt centraal op een hoogte in het dorp. Een eerste romaanse kerk werd gebouwd door monniken van de Sint-Amandsabdij bij Saint-Amand-les-Eaux en dateert van de jaren 1100. De kerk werd in de 15de eeuw door een gotische kerk vervangen. De kerk werd in de 19de eeuw zowel binnen als buiten sterk verbouwd. De toren stond eertijds boven het midden gedeelte van de kerk. In 1871 werd hij gebouwd voor de ingangsdeur. De achthoekige toren is 65 meter hoog. Hij werd vernield in 1918 en heropgebouwd in 1919. De houten muurbekleding, de biechtstoel, de kunstvolle communiebank en de preekstoel verhogen de kunstwaarde van de kerk en dateren uit de 18de eeuw. Achteraan in de kerk bevindt zich de grafzerk van Victor van Dixmude, gestorven in 1511.
- Het gemeentehuis van Hooglede is een 19de-eeuws neoclassicistisch gebouw, ontworpen door de architect Jacques Vanden Broucke. Er worden twee soorten zuilen gebruikt, van de Toscaanse en van de Korinthische orde. Het gemeentehuis werd tijdens de beide wereldoorlogen zwaar beschadigd. Door een K.B. van 1 juli 1981 werd het gemeentehuis verklaard tot beschermd monument.[1] Het hele gebouw werd van 1993 tot 1995 gerestaureerd, en werd plechtig ingehuldigd op 8 september 1995.
- In de Amersveldestraat (in Sint-Jozef) staat een beuk die op 22 juni 1984 tot beschermd monument werd verklaard.[2] Op dat ogenblik was de boom zo'n 130 jaar oud. De boom werd wegens ziekte gekapt in 2013 en in de stam werd een christus beeld gesculpteerd.
- De herberg "De Dubbele Arend" werd gebouwd (of in gebruik genomen) in 1773, zoals vermeld op de deurpost. Het gebouw heeft een monumentaal zadeldak en een voorgevel van rode baksteen en is beschermd als monument sinds 3 februari 1983.[3]
- Het Deutscher Soldatenfriedhof Hooglede is een Duits militair kerkhof. Het is een van de vier resterende Duitse soldatenkerkhoven met gevallenen uit de Eerste Wereldoorlog. De andere liggen in Vladslo, Menen-Wevelgem en Langemark.

## Natuur en landschap
Hooglede ligt op de westelijke heuvel van een heuvelrug die een uitloper is van het Plateau van Tielt. Het dorpscentrum ligt op 50 meter hoogte. De heuvelrug zet zich voort in noordoostelijke richting, naar Gits (Gitsberg) en verder.

## Kernen
De gemeente telt twee deelgemeenten. Naast Hooglede-centrum ligt ten oosten hiervan Gits. In Hooglede zelf liggen nog twee kleine gehuchten en parochies, namelijk Sleihage (III) en De Geite (IV).
Sleihage is een gehucht op een kleine twee kilometer ten zuidwesten van het dorpscentrum van Hooglede, tegen de grens met Staden en Oostnieuwkerke. De Geite, ook wel Sint-Jozef genoemd, is een dorpje dat een viertal kilometer ten noordwesten van Hooglede-centrum ligt, halverwege op de weg van Kortemark naar Staden.
Langs de Brugsesteenweg (N32) heeft zich ook een bebouwd gebied ontwikkeld. Het is een lineaire uitloper van de stedelijke kern van Roeselare, met bedrijven, kleinhandel en residentiële lintbebouwing. Langs dit lint bevindt zich onder andere ook de zorginstelling Dominiek Savio.
Enkele andere kleinere gehuchten, zoals Onledemolen, of woonlinten liggen nog verspreid over de gemeente.
| # | Naam         | Opp. (km²) | Inwoners (2020) | Inwoners per km² | NIS-code |
| - | ------------ | ---------- | --------------- | ---------------- | -------- |
| 1 | Hooglede (I) | 22,24      | 5.818           | 262              | 36006A   |
| 2 | Gits (II)    | 15,87      | 4.155           | 262              | 36006B   |

De gemeente Hooglede grenst aan de volgende dorpen en gemeenten:
| - a. Lichtervelde (gemeente Lichtervelde) - b. Beveren (stad Roeselare) - c. Roeselare (stad Roeselare) - d. Oostnieuwkerke (gemeente Staden) |

| - e. Staden (gemeente Staden) - f. Handzame (gemeente Kortemark) - g. Kortemark (gemeente Kortemark) - h. Torhout, met het dorp Sint-Henricus (stad Torhout) |

Hooglede, deelgemeenten en buurgemeenten. De gele gebieden zijn bebouwde kernen.

## Demografie

### Demografische ontwikkeling voor de fusie
- Bronnen:NIS, Opm:1831 tot en met 1970=volkstellingen; 1976 = inwoneraantal op 31 december

### Demografische ontwikkeling van de fusiegemeente
Alle historische gegevens hebben betrekking op de huidige gemeente, inclusief deelgemeenten, zoals ontstaan na de fusie van 1 januari 1977.
- Bronnen:NIS, Opm:1831 tot en met 1981=volkstellingen; 1990 en later= inwonertal op 1 januari

| Inwoners van jaar tot jaar op 1 januari 1992 tot heden | Inwoners van jaar tot jaar op 1 januari 1992 tot heden | Inwoners van jaar tot jaar op 1 januari 1992 tot heden |
| jaar                                                   | Aantal                                                 | Evolutie: 1992=index 100                               |
| ------------------------------------------------------ | ------------------------------------------------------ | ------------------------------------------------------ |
| 1992                                                   | 9.258                                                  | 100,0                                                  |
| 1993                                                   | 9.314                                                  | 100,6                                                  |
| 1994                                                   | 9.343                                                  | 100,9                                                  |
| 1995                                                   | 9.393                                                  | 101,5                                                  |
| 1996                                                   | 9.555                                                  | 103,2                                                  |
| 1997                                                   | 9.647                                                  | 104,2                                                  |
| 1998                                                   | 9.679                                                  | 104,5                                                  |
| 1999                                                   | 9.720                                                  | 105,0                                                  |
| 2000                                                   | 9.750                                                  | 105,3                                                  |
| 2001                                                   | 9.768                                                  | 105,5                                                  |
| 2002                                                   | 9.803                                                  | 105,9                                                  |
| 2003                                                   | 9.837                                                  | 106,3                                                  |
| 2004                                                   | 9.820                                                  | 106,1                                                  |
| 2005                                                   | 9.838                                                  | 106,3                                                  |
| 2006                                                   | 9.831                                                  | 106,2                                                  |
| 2007                                                   | 9.867                                                  | 106,6                                                  |
| 2008                                                   | 9.930                                                  | 107,3                                                  |
| 2009                                                   | 10.005                                                 | 108,1                                                  |
| 2010                                                   | 9.957                                                  | 107,6                                                  |
| 2011                                                   | 9.967                                                  | 107,7                                                  |
| 2012                                                   | 9.895                                                  | 106,9                                                  |
| 2013                                                   | 10.047                                                 | 108,5                                                  |
| 2014                                                   | 10.106                                                 | 109,2                                                  |
| 2015                                                   | 10.071                                                 | 108,8                                                  |
| 2016                                                   | 10.016                                                 | 108,2                                                  |
| 2017                                                   | 10.007                                                 | 108,1                                                  |
| 2018                                                   | 9.950                                                  | 107,5                                                  |
| 2019                                                   | 9.987                                                  | 107,9                                                  |
| 2020                                                   | 9.973                                                  | 107,7                                                  |
| 2021                                                   | 9.925                                                  | 107,2                                                  |
| 2022                                                   | 10.003                                                 | 108,0                                                  |
| 2023                                                   | 10.142                                                 | 109,5                                                  |
| 2024                                                   | 10.235                                                 | 110,6                                                  |
| 2025                                                   | 10.312                                                 | 111,4                                                  |

## Politiek

### Structuur
| Hooglede         | Hooglede         | Supranationaal         | Nationaal                         | Nationaal                         | Gemeenschap               | Gewest                    | Provincie                 | Arrondissement  | Provinciedistrict | Kanton          | Gemeente        |
| ---------------- | ---------------- | ---------------------- | --------------------------------- | --------------------------------- | ------------------------- | ------------------------- | ------------------------- | --------------- | ----------------- | --------------- | --------------- |
| Administratief   | Niveau           | Europese Unie          | België                            | België                            | Vlaanderen                | Vlaanderen                | West-Vlaanderen           | Roeselare       | Roeselare         | Roeselare       | Hooglede        |
| Administratief   | Bestuur          | Europese Commissie     | Belgische regering                | Belgische regering                | Vlaamse regering          | Vlaamse regering          | Deputatie                 | Deputatie       | Deputatie         | Deputatie       | Gemeentebestuur |
| Administratief   | Raad             | Europees Parlement     | Kamer van Volksvertegenwoordigers | Kamer van Volksvertegenwoordigers | Vlaams Parlement          | Vlaams Parlement          | Provincieraad             | Provincieraad   | Provincieraad     | Provincieraad   | Gemeenteraad    |
| Kiesomschrijving | Kiesomschrijving | Nederlands Kiescollege | Kieskring West-Vlaanderen         | Kieskring West-Vlaanderen         | Kieskring West-Vlaanderen | Kieskring West-Vlaanderen | Kieskring West-Vlaanderen | Roeselare-Tielt | Roeselare         | Hooglede        | Hooglede        |
| Verkiezing       | Verkiezing       | Europese               | Federale                          | Federale                          | Vlaamse                   | Vlaamse                   | Provincieraads-           | Provincieraads- | Provincieraads-   | Provincieraads- | Gemeenteraads-  |

### Geschiedenis
Na jaren van CVP dominantie kwam in Hooglede-Gits de groep SAMEN op de kieslijst; laatstgenoemde partij bestond oorspronkelijk uit leden van Spa-Spirit, VLD en N-VA. De 4 legislaturen van 1989 tot 2012 heeft SAMEN steeds een absolute meerderheid kunnen behalen. In 1989 behaalde Samen 12 zetels tegen 9 zetels voor de CVP. In 1995 groeide de meerderheid van Samen naar 15 zetels tegenover 6 zetels voor de CD&V. Het zetelaantal van Samen viel in 2000 terug naar 12 zetels, de VLD die zich had afgescheurd van Samen behaalde 2 zetels en de CD&V verhoogde haar aantal verkozenen met één naar 7 zetels. Bij de gemeenteraadsverkiezingen van 10 oktober 2006 kon SAMEN met 1 zetel zijn meerderheid behouden waarbij de CD&V op 8 zetels kwam.
In 2012 werd de samenwerking binnen Samen met de Sp.a stopgezet en namen 4 partijen deel aan de verkiezingen met volgende zetelverdeling: 10 zetels NVA Plus (+10), 7 zetels CD&V (−1), 2 zetels Open Vld (status quo), 2 zetels Samen Sterk (+2). NVA Plus werd naar de oppositie verwezen en CD&V, Open Vld en SamenSterk vormden een meerderheid. Na de verkiezingen van 2018 kwamen er drie partijen in de gemeenteraad: Groep 21 (N-VA) dat 8 zetels behaalde, CD&V dat haar 7 zetels behield en Allen 8830, de samenwerking tussen Open Vld en Samen Sterk, groeide naar 6 zetels. CD&V en Allen 8830 vormden vervolgens een meerderheid van 13 op 21 zetels.
Bij de verkiezingen van oktober 2024 bleef Groep 21 met 8 zetels de grootste partij. CD&V, dat onder de naam Team Burgemeester naar de kiezer trok, viel terug naar 5 zetels en Allen 8830 groeide richting 7 zetels. Daarnaast behaalde Vlaams Belang een eerste zetel in de gemeenteraad. 
De huidige burgemeester is Kristof Pillaert (Groep 21). Hij leidt een coalitie bestaande uit Groep 21 en Team Burgemeester van zijn voorganger Frederik Demeyere. Samen vormen ze de meerderheid met 13 op 21 zetels.

### Resultaten gemeenteraadsverkiezingen sinds 1976
| Partij of kartel     | Partij of kartel                            | 10-10-1976 | 10-10-1976 | 10-10-1982 | 10-10-1982 | 9-10-1988 | 9-10-1988 | 9-10-1994 | 9-10-1994 | 8-10-2000 | 8-10-2000 | 8-10-2006 | 8-10-2006 | 14-10-2012 | 14-10-2012 | 14-10-2018 | 14-10-2018 | 13-10-2024 | 13-10-2024 |
| Stemmen / Zetels     | Stemmen / Zetels                            | %          | 19         | %          | 21         | %         | 21        | %         | 21        | %         | 21        | %         | 21        | %          | 21         | %          | 21         | %          | 21         |
| -------------------- | ------------------------------------------- | ---------- | ---------- | ---------- | ---------- | --------- | --------- | --------- | --------- | --------- | --------- | --------- | --------- | ---------- | ---------- | ---------- | ---------- | ---------- | ---------- |
|                      | CVP1 / V.C.D.2 / CD&V3 / Team Burgemeester4 | 55,31      | 11         | 49,741     | 11         | 40,031    | 9         | 32,611    | 6         | 27,652    | 6         | 35,783    | 8         | 33,233     | 7          | 33,13      | 7          | 25,94      | 5          |
|                      | SAMEN1 / N-VA-Plus2 / Groep 213             | -          |            | -          |            | 55,451    | 12        | 67,391    | 15        | 51,741    | 12        | 48,51     | 11        | 40,72      | 10         | 33,33      | 8          | 34,93      | 8          |
|                      | VLD1 / Open Vld2 / Allen 88303              | -          |            | -          |            | -         |           | -         |           | 14,81     | 3         | 15,71     | 2         | 12,262     | 2          | 27,93      | 6          | 31,03      | 7          |
|                      | Samen Sterk                                 | -          |            | -          |            | -         |           | -         |           | -         |           | -         |           | 13,81      | 2          | -          |            | -          |            |
|                      | Vlaams Belang                               | -          |            | -          |            | -         |           | -         |           | -         |           | -         |           | -          |            | -          |            | 8,2        | 1          |
|                      | GITS                                        | -          |            | 26,78      | 5          | -         |           | -         |           | -         |           | -         |           | -          |            | -          |            | -          |            |
|                      | GROEP                                       | -          |            | 23,48      | 5          | -         |           | -         |           | -         |           | -         |           | -          |            | -          |            | -          |            |
|                      | GB                                          | 44,7       | 8          | -          |            | -         |           | -         |           | -         |           | -         |           | -          |            | -          |            | -          |            |
| Anderen(*)           | Anderen(*)                                  | -          |            | -          | 0          | 4,51      | 0         | -         |           | 5,8       | 0         | -         |           | -          |            | 5,0        | 0          | -          |            |
| Totaal stemmen       | Totaal stemmen                              | 6055       | 6055       | 6402       | 6402       | 6678      | 6678      | 6807      | 6807      | 7171      | 7171      | 7423      | 7423      | 7370       | 7370       | 7379       | 7379       | 5593       | 5593       |
| Opkomst %            | Opkomst %                                   |            |            |            |            | 96,84     | 96,84     | 95,77     | 95,77     | 95,5      | 95,5      | 96,75     | 96,75     | 94,48      | 94,48      | 94,7       | 94,7       | 70,8       | 70,8       |
| Blanco en ongeldig % | Blanco en ongeldig %                        | 1,93       | 1,93       | 2,41       | 2,41       | 3,08      | 3,08      | 4,64      | 4,64      | 4,84      | 4,84      | 4,49      | 4,49      | 5,02       | 5,02       | 5,1        | 5,1        | 1,2        | 1,2        |

De rode cijfers naast de gegevens duiden aan onder welke naam de partijen telkens bij een verkiezing opkwamen.

De zetels van de gevormde meerderheid staan vetjes afgedrukt

(*) 1988: Agalev / 2000: VD V / 2018: Anders

## Burgemeesters
- Carolus Ludovicus Struye
- 1870-? : Amandus Willaert
- Désiré De Laey
- Emiel Vereecke
- Firmin Soenen
- 1921-1952 : Jozef-Julien Hemeryck
- Jules Billiet
- Camiel D'Hondt
- 1971 - 1988 André Pecceu
- 1989-2006 : Jean-Pierre Pillaert (SAMEN)
- 2007-2012: Jozef Lokere (N-VA Plus)
- 2013-2022: Rita Demaré (CD&V)
- 2023-2024: Frederik Demeyere (CD&V)
- 2024-heden: Kristof Pillaert (GROEP 21)

## Sport
In 2007 werd in deelgemeente Gits het Wereldkampioenschap veldrijden gehouden. Erwin Vervecken kroonde er zich tot wereldkampioen. Er werd in 2005 ook een Wereldbekerwedstrijd veldrijden in Gits gehouden. Toen trok Sven Nys aan het langste eind.
In 2011 werd er tevens het Belgische Kampioenschap Wielrennen gehouden. Philippe Gilbert werd Belgisch Kampioen na een ultieme demarrage op de laatste helling van het parcours.
Voetbalclub FC Eendracht Hooglede is aangesloten bij de Belgische Voetbalbond en speelt in de provinciale reeksen. Ook deelgemeente Gits heeft een club, met name K.V.P. Gits.
Ook de beker van België biljart vindt jaarlijks plaats in cultureel centrum 'de Gulden Zonne' in Hooglede.
Ook wereldkampioene Delfine Persoon (boksen) is afkomstig uit deze gemeente.

## Economie
Op het vlak van economie vinden we enkele grote en middelgrote bedrijven terug in Hooglede, dit voornamelijk in de plastic-, golfkarton- en metaalindustrie.

## Bekende Hoogledenaren
Geboren in Hooglede
- Leon Bruggeman (1923-2006), vakbondsman (inzet voor de Vlaamse seizoenarbeiders in Noord-Frankrijk)
- Omer Karel De Laey (1876-1909), auteur
- Zeger Van Hee (1909-1971), professor rechten
- Emiel Vandepitte (1910-2005), wielrenner
- Camille Verfaillie (1892-1980), missiebisschop

Hoogledenaren
- Warden Oom (Edward Vermeulen; 1861-1934), auteur

## Nabijgelegen kernen
De Geite, Staden, Sleihage, Roeselare, Gits